# Saint-Germain-Lespinasse
 Saint-Germain-Lespinasse  es una población y comuna francesa, situada en la región de Ródano-Alpes, departamento de Loira, en el distrito de Roanne y cantón de Saint-Haon-le-Châtel.

## Demografía
| 992 | 1135 | 1160 | 1186 | 1063 | 1101 |
| Para los censos de 1962 a 1999 la población legal corresponde a la población sin duplicidades (Fuente: INSEE [Consultar]) |      |      |      |      |      |